# Prefectura de Haut-Mbomou
Haut-Mbomou (francés: «Alto Bomu») es una de las 14 prefecturas de la República Centroafricana. Está situada en el sureste del país, siendo una de las cuatro esquinas centroafricanas. Tiene fronteras con la República Democrática del Congo y Sudán del Sur. Su capital es Obo. Linda con las prefecturas de Haute-Kotto y Mbomou al este.
En septiembre del 2004, la organización Médicos Sin Fronteras (MSF) y el Ministerio de Sanidad de la República Centroafricana firmaron un protocolo de acuerdo para tratar a todos los pacientes de Haut-Mbomou, convirtiéndose en la única prefectura del país capaz de garantizar las transfusiones sanguíneas en condiciones de seguridad, algo muy importante ya que es la causa del 10% de contagios del VIH.
- Datos: Q848578